# 披针叶瓦韦
披针叶瓦韦（学名：Lepisorus lancifolius），为水龙骨科瓦韦属下的一个种。其种加词“lancifolius”意为“披针形叶的”。
现接受名为滇瓦韦（Lepisorus sublinearis (Baker ex Takeda) Ching, 1933）。